# Cantón de Ruynes-en-Margeride
El cantón de Ruynes-en-Margeride era una división administrativa francesa, que estaba situada en el departamento de Cantal y la región de Auvernia.

## Composición
El cantón estaba formado por trece comunas:
- Celoux
- Chaliers
- Chazelles
- Clavières
- Faverolles
- Lorcières
- Loubaresse
- Rageade
- Ruynes-en-Margeride
- Saint-Just
- Saint-Marc
- Soulages
- Védrines-Saint-Loup

## Supresión del cantón de Ruynes-en-Margeride
En aplicación del Decreto nº 2014-149 de 13 de febrero de 2014, el cantón de Ruynes-en-Margeride fue suprimido el 22 de marzo de 2015 y sus 13 comunas pasaron a formar parte del nuevo cantón de Neuvéglise.